# Pitiríase rubra pilar
Pitiríase rubra pilar (PRP), também conhecida como "doença de Devergie" "Líquen rubro acuminado," e "Líquen ruber pilaris" é uma doença de pele crônica, caracterizada por placas avermelhadas, descamação e pápulas foliculares engrossadas.:442
Foi descrito pela primeira vez por Marie-Guillaume-Alphonse Devergie , em 1856, por isso a condição também é conhecida como doença de Devergie.

## Sinais e sintomas
A PRP é caracterizada por manchas avermelhadas (rubra), descamação (pitiríase), coceira, engrossamento da pele (líquen) dos pés e das mãos e pápulas engrossadas em torno dos folículo piloso (pelo em latim é pilus). Costuma começar pelo couro cabeludo, depois afetar as mãos e pés e depois outras partes do corpo. É indolor, mas pode gerar inchaço das pernas, pés ou outras partes do corpo. O PRP tem uma variada a evolução clínica, difícil de prever.

## Causas
Os dermatologistas identificaram uma forma adquirida e um forma herdada (familiar) e as descreveram em revistas médicas. A forma adquirida aparece em poucas semanas e geralmente os sintomas desaparecem de forma espontânea e gradual dentro de alguns anos, embora alguns sintomas podem continuar por anos. A forma herdada começa na infância, evolui lentamente e persiste até a idade adulta.

## Epidemiologia
Embora a maioria das pessoas que desenvolvem pitiríase rubra pilar são maiores de 50 anos de idade, indivíduos de qualquer idade, raça e nacionalidade podem ser afetados. As mulheres e os homens parecem ser igualmente afetados.

## Diagnóstico
Essencialmente clínico, pode ser feita com biópsia da pele. Costuma ser confundida com condições mais comuns como a psoríase e a dermatite atópica.

## Tratamento
Pode demorar anos para desaparecer, enquanto isso os sintomas podem ser aliviados com:
- Cremes corticoides;
- Cremes hidratantes;
- Fototerapia.